# BBÖ 1100 sorozat
A BBÖ 1100 sorozat és a BBÖ 1100.1 sorozata két világháború közötti időszakból származó, krokodil kivitelű, (1'C)'(C1')' tengelyelrendezésű villamos gyorsvonati mozdonyok voltak az Osztrák Szövetségi Vasutak (akkoriban BBÖ) szolgálatában. Az első példányokat 1923 és 1924-ben állították szolgálatba. Ausztria 1938-as Anschlussja után a Deutsche Reichsbahn E 89 (1100), valamint E 89.1 (1100.1) néven jelölte őket. A második világháború után a megmaradt gépek ÖBB 1089 sorozat és ÖBB 1189 sorozat néven az újjáalakult Osztrák Szövetségi Vasutakhoz (ÖBB) kerültek, amely csak 1979-ben vonta ki őket teljesen a forgalomból.

## Története

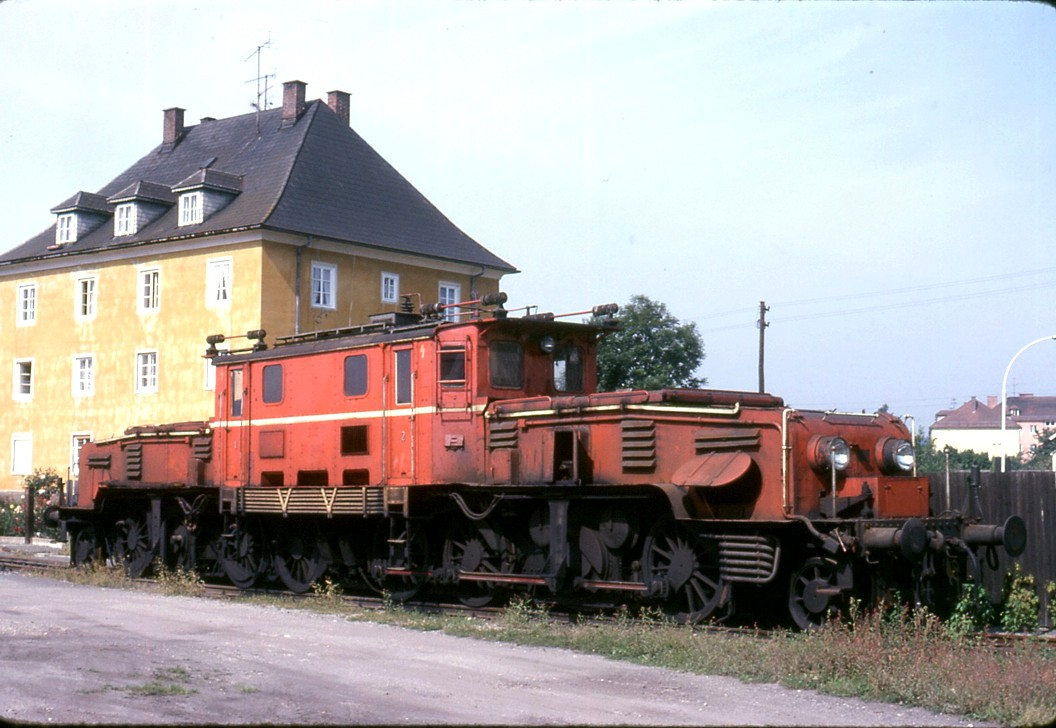
1189.02, itt az Attnang-Puchheim-i szolgálatból való kivonása után, az egyetlen példány, amely vérnarancs színű festést kapott (1980)

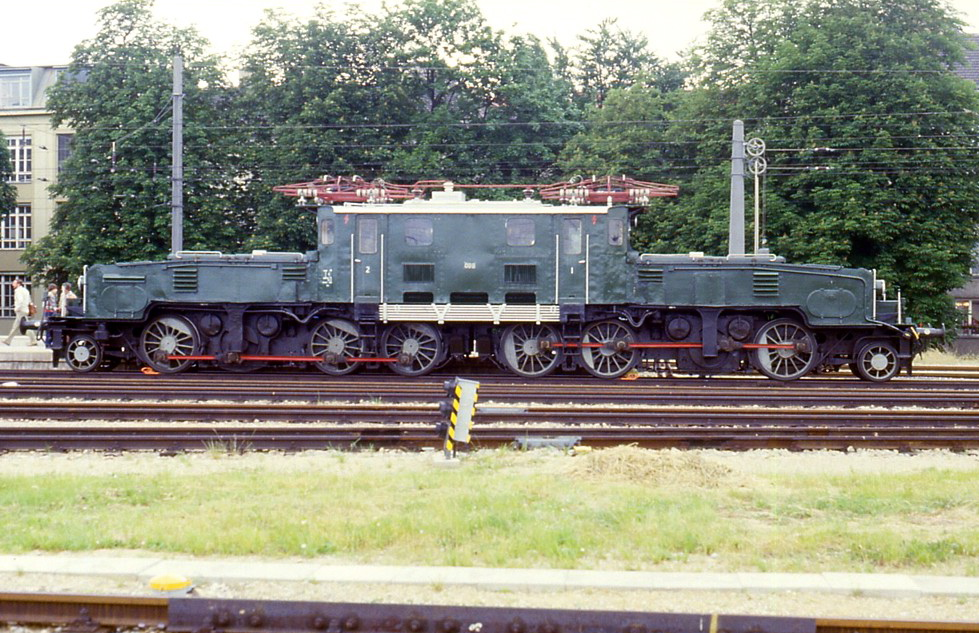
1189.05 Bécs Heiligenstadt állomáson (1985)

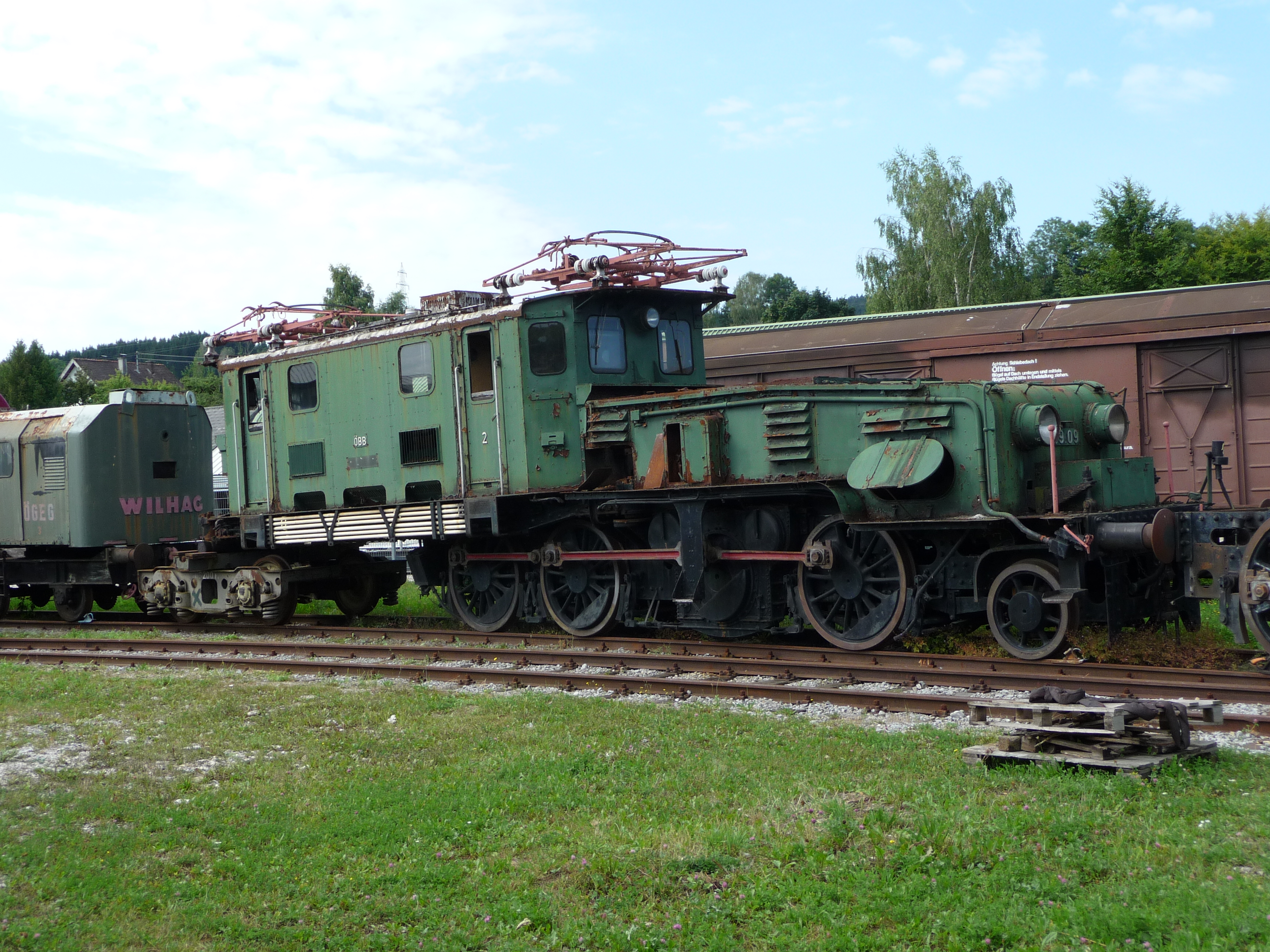
1189.09 az Ampflwangi vasúti múzeumban (2008)

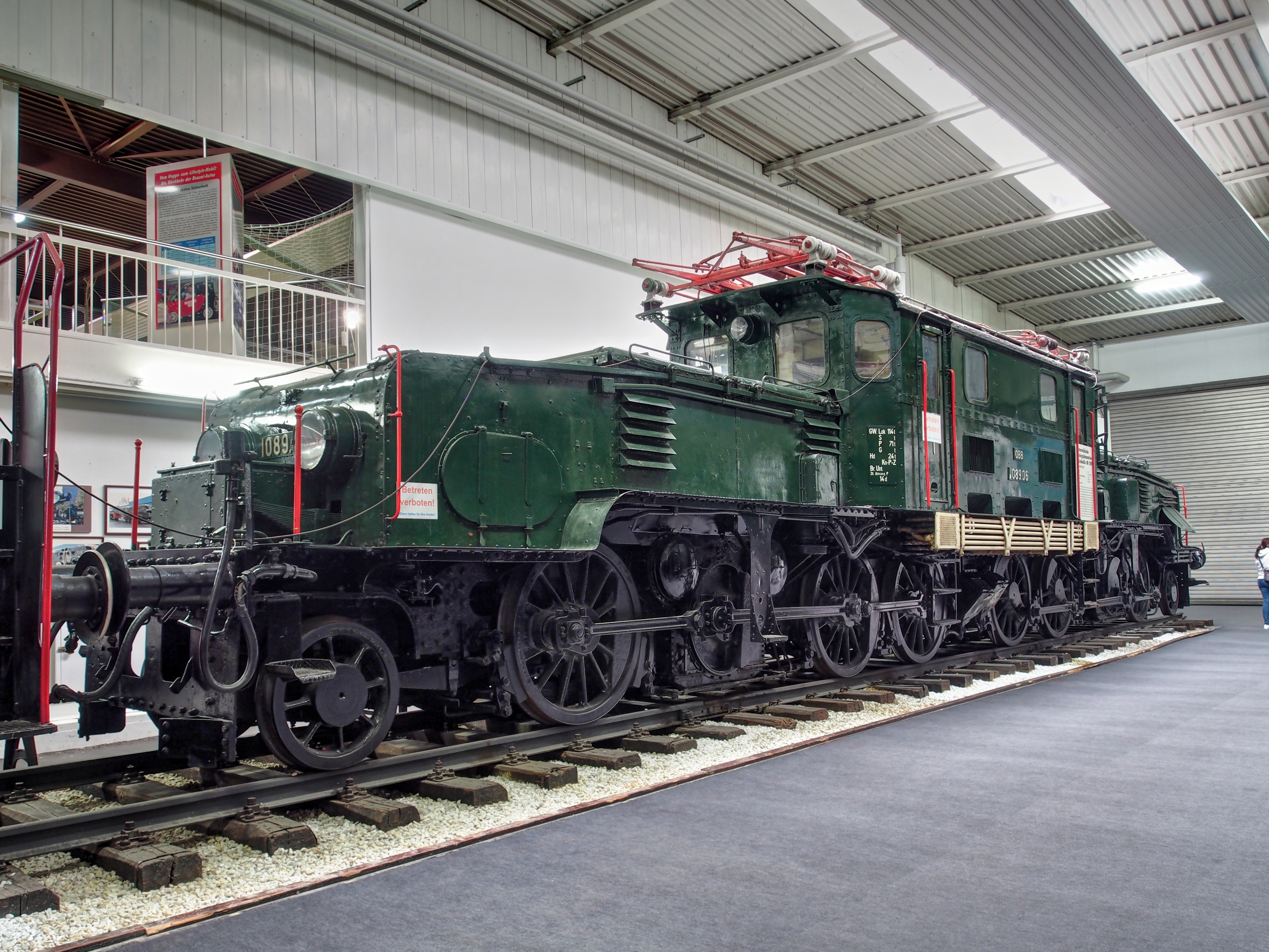
1089.06 a Technik-Museum Sinsheim múzeumban

Az Arlbergbahn rámpaszakaszaihoz a BBÖ-nek villamos gyorsvonati mozdonyokra volt szüksége. Az 1920-as évek elején még mindig nem volt életképes alternatívája a rúdhajtásnak. A döntés a svájci modell, az SBB Ce 6/8 II alapján készült konstrukció mellett született. Az 1100 és 1100.1 sorozat az egyetlen "krokodil" típus Ausztriában, amely elnevezés a játékvasút-ágazatban tevékenykedő Märklin cégtől származik. A prototípussal ellentétben valamivel egyszerűbb meghajtást választottak, egyetlen hajtórúddal, amely összekötötte a vezérműtengelyt és a hajtókerekeket. A félreértések elkerülése végett: természetesen összesen négy ilyen hajtórúd volt mozdonyonként.
Az első hét gépet a Brown Boveri & Cie (elektromos rész) és a Lokomotivfabrik Floridsdorf (mechanikus rész) szállította 1923/24-ben. 1926/27-ben újabb kilenc mozdony következett, amelyek erősebbek és valamivel nehezebbek voltak, mint az első szállítmány (lásd a táblázatot). Az első hét leszállított jármű az 1100-as, az utolsó kilenc 1100.1-es sorozatjelzést kapta. Kezdetben Innsbruckban, később Salzburgban is állomásoztak, ahonnan teljes megelégedettséggel használták őket az Arlberg és a Tauern vonalakon. A völgyekben futó vonalakon a BBÖ 1670 sorozat mozdonyai váltották fel őket.
Ausztria 1938-as Anschlussja után a Deutsche Reichsbahn E 89 (1100) és E 89.1 (1100.1) néven jelölte őket.
A második világháborúban két korábbi 1100-as elpusztult. Az egyiket, az 1100.01-est az ÖBB átépítette, és 1953-ban az 1089-es és 1189-es pályaszámot adta a járműveknek, és több mint húsz évig még rendeltetésszerűen használták.
1979-re az összes gépet leállították, amihez hozzájárult az is, hogy a hajtás kenéséhez egy második emberre volt szükség a gépek működtetéséhez.

## Konzervált gépek
Az 1189.02 a mai napig megmaradt, és nosztalgiavonatok vontatására használták. A mozdonyt a két világháború közötti eredeti állapotába állították vissza, az eredeti 1100.102-es számot is megkapta, és a sorozat egyetlen olyan mozdonya volt, amely az 1970-es években vérnarancs színű festést kapott. 2021-ben a Bécsi Nyugatból az Ampflwangban található ÖGEG-hez került. Az 1089.06 az Auto- und Technikmuseum Sinsheimben, az 1189.05 az Eisenbahnmuseum Strasshofban található. Az 1189.09-es szobormozdony a wolfurti vámépület előtt a teherpályaudvar megnyitása (1983) óta. Wolfurt önkormányzata ezt a mozdonyt az ÖGEG-nek adta tartós kölcsönbe az ampflwangi vasúti és bányászati múzeum számára.